# Kaple Anděla Strážce (Doubí)
Kaple Anděla Strážce v Doubí je drobná novorománská sakrální stavba stojící uprostřed obce a tvořící její dominantu. Kaple duchovní správou spadá pod Římskokatolickou farnost Přepeře. Bohoslužby se v ní slouží pouze příležitostně. Kaple nemá bezbariérový přístup.

## Historie
V roce 1874 byl založen pětičlenný obecní výbor, jenž se jménem všech osadníků osady Doubí k její stavbě a k následné péči, který se ve vyjádření zavázal:

| „                                     | My níže podepsaní a sice František Zakouřil, Josef Pavlíček, Jan Frydrych č. 4, Florian Košek č. 6, a František Bárta č. 18 a to ve vsi Doubí ke stavbě kaple obecní zvolený výbor. Tímto zavazujeme se jménem osady Doubí a sice veškerých této osady patřících usedlých osadníků, že tuto roku 1873 kamene a cihel vystavena břidlici pokrytou obecná kaple, která zároveň za obecní zvonici slouží. Osada Doubí tj.všichni v ní usedlí občané po všechny budoucí časy společně nakládat v dobrém stavu udržovati v budoucnu budou, a v Doubí nepřipustiti, aby této na její vlastní náklad s obětavou občanskou zbudovaná kaple do budoucnosti nějaké pohromy neutrpěla. Všichni výborové obce Doubské splnomocňujeme ke stavbě kaple a podepsaný výbor zavazuje i své dědice kapli ve slušném a pořádném stavu zachovati. | “ |
| — Stalo se v Doubí dne 21. srpna 1874 | |   |

Kaple byla pak roku 1874 vystavěna. V letech 1991-1992 byla realizována oprava omítky, výměna střešní krytiny a zpevnění věže, která byla ve špatném stavu. Všechny práce při opravách byly prováděny občany zdarma. Opraven byl též oltář i obrazy. Hlavní obraz byl rekonstruován za finančního přispění prof. Vincenca Maršálka.

### Vánoční zpívání
Ve druhé dekádě 20. století se každý rok se před Kapličkou uskutečňuje Vánoční zpívání. Dobrovolníci si předem nacvičí pár vánočních koled a pak je před Kapličkou zahrají. Jako občerstvení je tam každý rok čaj a svařák.